# Mutulus

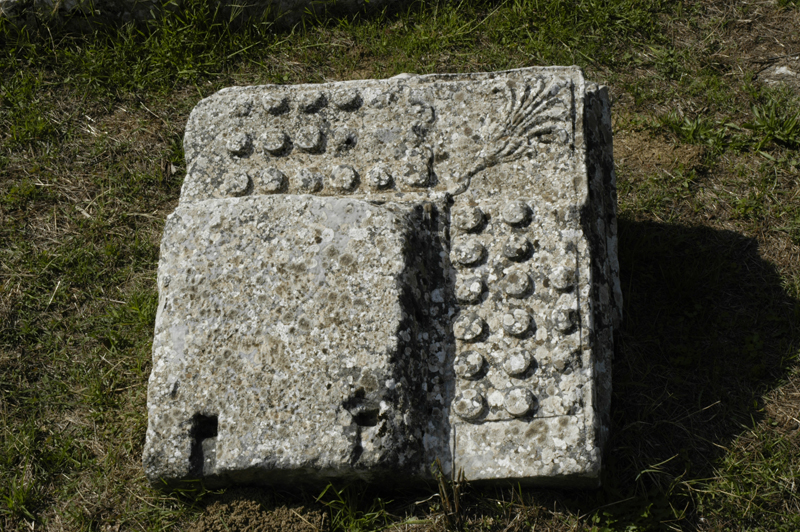
Undersida av ett hörnblock av ett geison, med guttae på två sidor

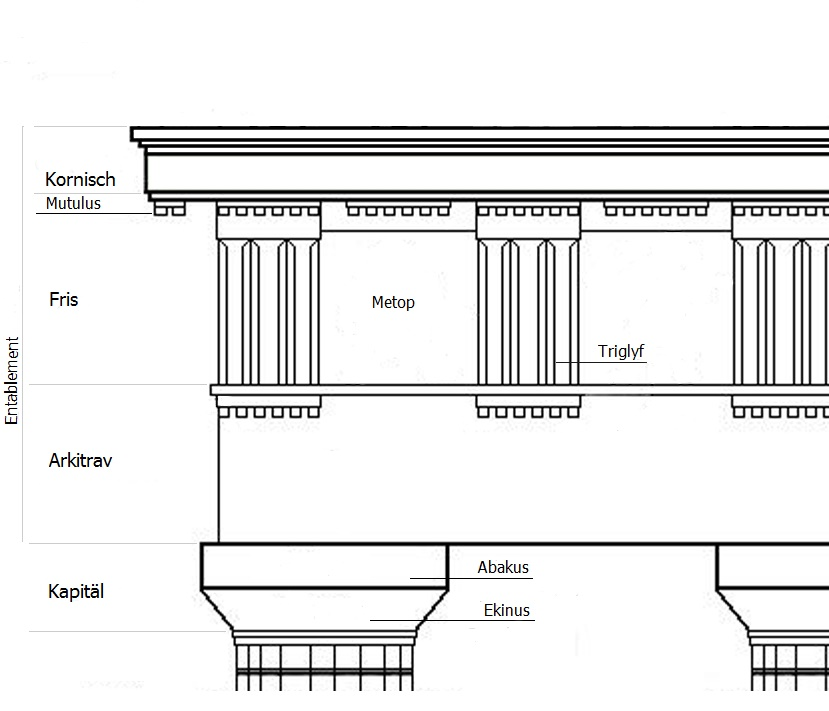
Doriska ordningens detaljer.

Mutul eller på latin Mutulus, kallas den fyrkantig platta på undersidan av gesimsen i ett doriskt bjälklag, placerad med jämna mellanrum efter frisens triglyfrytm.
Mutul är på undersidan försedd med små konformade bitar, guttae, vanligen ordnade i tre med gesimsen parallella rader med sex i varje.